# Pekania pennanti
La martora di Pennant o martora pescatrice (Pekania pennanti (Erxleben, 1777)), nota anche come pekan, è un piccolo mammifero carnivoro originario del Nordamerica. Appartiene alla famiglia dei Mustelidi e, sebbene presenti dimensioni maggiori, è imparentata con la martora americana (Martes americana). È un abitante delle foreste e il suo areale ricopre gran parte della foresta boreale del Canada e degli Stati Uniti settentrionali. I nativi americani la conoscevano come pekan, pequam, wejack o woolang, mentre gli anglosassoni la chiamano fisher o, erroneamente, fisher cat, anche se non è un felino.
Maschi e femmine hanno aspetto simile. I maschi adulti misurano 90–120 cm di lunghezza e pesano 3500-6000 g. Le femmine adulte misurano 75–95 cm e pesano 2000-2500 g. La pelliccia della martora di Pennant varia in base alle stagioni, facendosi più folta e lucida in inverno. Durante l'estate, la sua colorazione si fa più variegata, dal momento che l'animale attraversa una fase di muta. La martora di Pennant preferisce cacciare nella fitta foresta. Nonostante sia un'abile arrampicatrice, trascorre gran parte del tempo sul terreno, dove preferisce andare a caccia intorno agli alberi caduti. Ha una dieta onnivora e si nutre di un'ampia varietà di piccoli animali e, occasionalmente, di frutti e funghi. Predilige la lepre scarpa da neve ed è uno dei pochi animali in grado di dare la caccia con successo all'ursone. Nonostante il suo nome anglosassone, solo raramente si nutre di pesci.
Il ciclo riproduttivo della martora di Pennant dura quasi un anno. La femmina dà alla luce tre o quattro piccoli in primavera; li allatterà e se ne prenderà cura fino alla fine dell'estate, quando saranno grandi abbastanza da riuscire a cavarsela da soli. La femmina va in estro poco dopo la nascita dei piccoli e lascia la tana per trovare un compagno. L'impianto della blastocisti viene ritardato alla primavera successiva, quando essa partorirà e il ciclo ricomincerà di nuovo.
Le martore di Pennant hanno pochi predatori a parte l'uomo. Sono state sottoposte ad una caccia intensa fin dal XVIII secolo per la loro pelliccia. La richiesta di pelli era tale che la specie scomparve completamente da alcune parti degli Stati Uniti nella prima metà del XX secolo. Le misure di conservazione e di protezione, tuttavia, hanno consentito alla specie di diventare nuovamente numerosa, ma il suo areale non è più diventato esteso come un tempo. Negli anni '20, quando il prezzo delle pelli era ancora elevato, alcuni produttori di pellicce cercarono di allevare la martora di Pennant; tuttavia, l'impianto ritardato della blastocisti ne rese difficoltosa la riproduzione in cattività. Quando il prezzo delle pelli crollò, alla fine degli anni '40, la maggior parte degli allevamenti di martora di Pennant chiuse. Anche se le martore cercano solitamente di evitare il contatto con l'uomo, la penetrazione di quest'ultimo negli habitat forestali ha provocato alcuni conflitti.

## Etimologia
Malgrado gli anglosassoni lo chiamino fisher, questo animale non si nutre di pesce; in effetti questo nome è da collegarsi alla parola fitch, termine con cui viene chiamata la puzzola europea (Mustela putorius), con la quale la martora di Pennant presenta una certa somiglianza. Il nome deriva dall'equivalente olandese fisse o visse. In francese, ancora oggi la pelle di puzzola viene chiamata anche fiche o fichet.
In alcune regioni la martora di Pennant è nota come pekan, nome con cui è nota nella lingua abenaki. Wejack è invece una parola algonchina (cfr. il cree wuchak od otchock e l'ojibwa ojiig) presa in prestito dai commercianti di pellicce. Tra gli altri nomi con cui i nativi indicavano questo animale ricordiamo il čipewyan thacho, il carrier chunihcho, che significano entrambi «grande martora», e il wabanaki uskool.

## Tassonomia

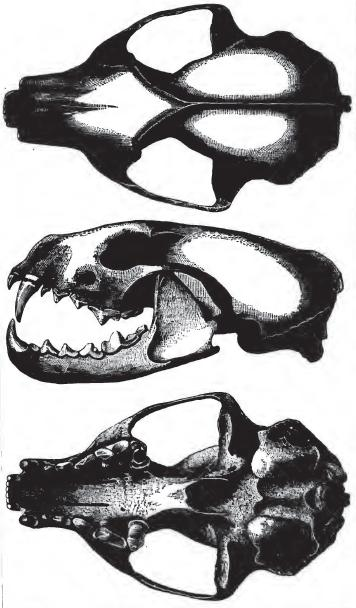
Vedute del cranio.

L'epiteto specifico latino pennanti commemora Thomas Pennant, che descrisse la specie nel 1771. Tuttavia, la creatura era già stata descritta precedentemente da Buffon nel 1765, che la chiamò pekan. Per la sua descrizione Pennant si basò sullo stesso esemplare esaminato da Buffon, ma diversamente da quest'ultimo chiamò l'animale fisher. Altri scienziati del XVIII secolo le dettero nomi simili, come Schreber, che lo chiamò Mustela canadensis, e Boddaert, che lo chiamò Mustela melanorhyncha. La martora di Pennant venne infine inserita nel genere Martes da Smith nel 1843. Nel 2008 i progressi nell'analisi del DNA permisero uno studio più dettagliato della storia evolutiva della specie. Gli studiosi hanno determinato che la martora di Pennant e le altre specie del genere Martes discendono da un antenato comune, ma la martora di Pennant è abbastanza distinta da spingere alcuni tassonomisti a classificarla in un genere a parte, Pekania, e di ribattezzare la specie Pekania pennanti.
La martora di Pennant si distingue per il fatto di avere quattro premolari su entrambi i rami della mandibola, mentre i rappresentanti del genere Mustela ne hanno solo tre. Ha 38 denti, con formula dentaria: I 3/2, C 1/1, P 4/4, M 1/2.

### Evoluzione
Alcune prove dimostrano che gli antenati della martora di Pennant migrarono in Nordamerica durante il Pliocene tra 5,0 e 2,5 milioni di anni fa. I resti di due mustelidi estinti, M. palaeosinensis e M. anderssoni, sono stati rinvenuti in Asia orientale, mentre i resti appartenenti alla prima vera martora di Pennant, M. divuliana, sono stati trovati solamente in Nordamerica. M. divuliana è strettamente imparentata con le specie fossili asiatiche, il che suggerisce una probabile migrazione. M. pennanti era già presente nel Pleistocene superiore, circa 125.000 anni fa. Non vi sono grandi differenze tra la martora di Pennant del Pleistocene e quella moderna. Le testimonianze fossili indicano che in passato l'areale della specie si estendeva molto più a sud di oggi.
Nel 1935 Goldman identificò tre sottospecie, M. p. columbiana, M. p. pacifica e M. p. pennanti. Ricerche successive hanno tuttavia messo in dubbio la loro validità. Nel 1959 E. M. Hagmeier concluse che le sottospecie non erano distinguibili in base alle caratteristiche del mantello o del cranio. Sebbene questa visione non sia ancora oggi unanimemente accettata, in linea di massima la martora di Pennant viene considerata come una specie monotipica, senza sottospecie.

## Descrizione

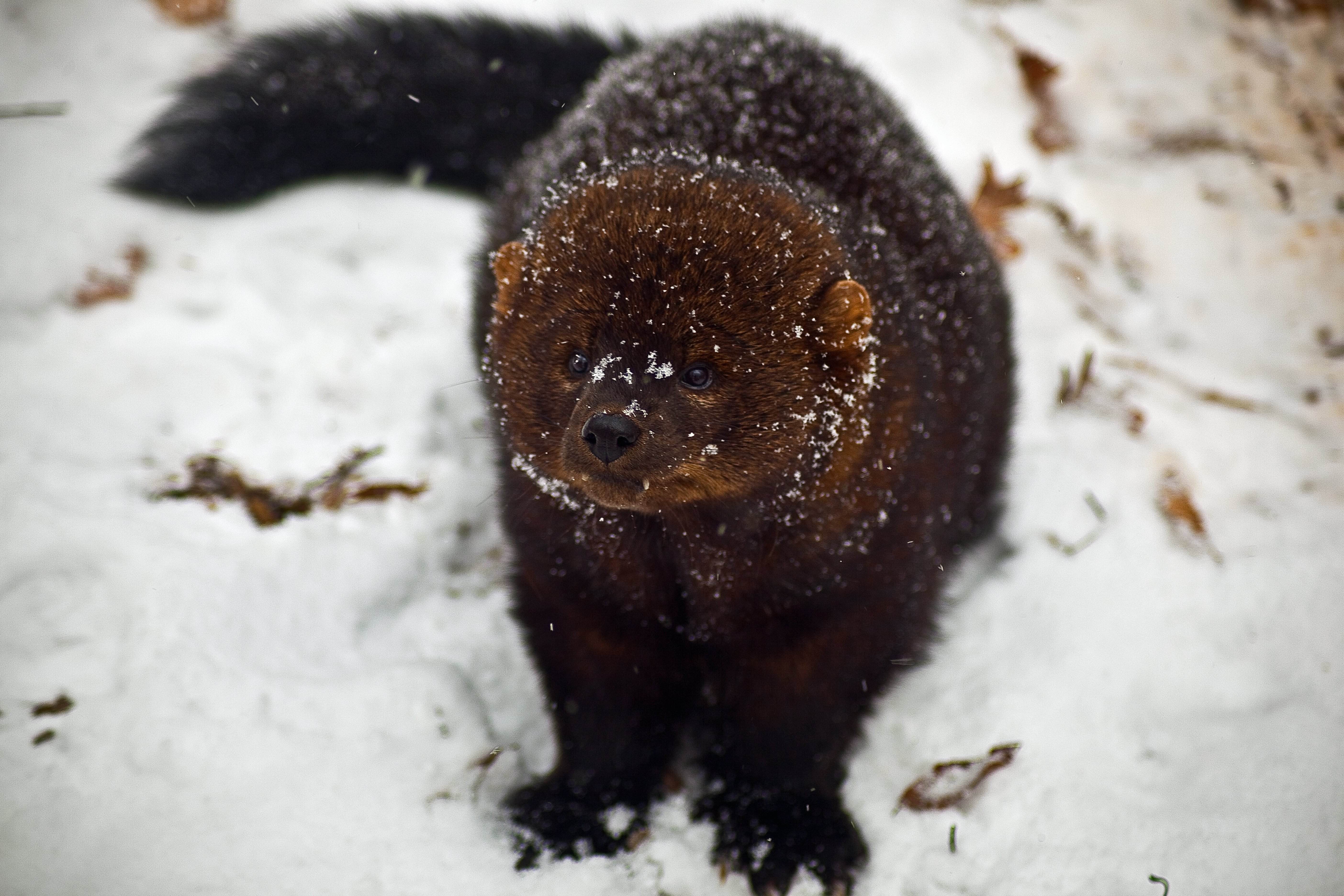
Esemplare in abito invernale.

La martora di Pennant è un mammifero di taglia media, paragonabile per dimensioni al gatto domestico. Ha un corpo allungato, sottile e basso sulle zampe. I due sessi hanno caratteristiche fisiche simili, ma per quanto riguarda le dimensioni il dimorfismo sessuale è ben marcato, in quanto i maschi sono molto più grandi delle femmine. Misurano infatti 90–120 cm di lunghezza per 3,5–6 kg di peso contro i 75–95 cm per 2-2,5 kg delle seconde. Il maschio più grande mai registrato pesava 9 kg.
La pelliccia della martora di Pennant varia a seconda delle stagioni e differisce leggermente tra i due sessi, in quanto quella dei maschi ha una consistenza più ruvida. All'inizio dell'inverno, essa è fitta e lucida, con peli che variano dai 30 mm sul petto ai 70 mm sul dorso. La colorazione varia dal marrone scuro al nero, anche se sembra essere molto più nera in inverno, quando contrasta nettamente con il bianco della neve. Dal muso alle scapole, la pelliccia può assumere una sfumatura grigio-oro o argento a causa della presenza di peli di guardia tricolori. La regione inferiore è quasi completamente marrone, fatta eccezione per alcune macchie casuali di pelliccia bianca o color crema. In estate, il colore della pelliccia è più variabile e può schiarirsi considerevolmente. La muta ha inizio alla fine dell'estate e si protrae fino a novembre o dicembre.
Le grosse zampe, dotate di cinque dita non retrattili, consentono all'animale di spostarsi facilmente su spessi strati di neve. Sotto ogni zampa si trovano anche quattro cuscinetti plantari e su quelle posteriori dei peli ruvidi che crescono tra i cuscinetti e le dita forniscono una maggiore trazione quando l'animale cammina su superfici scivolose. Le articolazioni della caviglia notevolmente mobili possono consentire di ruotare le zampe posteriori di quasi 180°, permettendo all'animale di spostarsi con facilità sugli alberi e di scendere a testa in giù. Per quanto riguarda quest'ultima abilità, la martora di Pennant è uno dei pochi mammiferi in grado di riuscirci.
Una zona circolare ricoperta di peli sul cuscinetto centrale delle zampe posteriori segna la presenza delle ghiandole plantari, che emanano un caratteristico odore. Dal momento che questa chiazza di pelo si ingrandisce durante la stagione riproduttiva, è probabile che venga utilizzata per lasciare una scia di profumo che permetta alle martore di incontrarsi tra loro in modo che possano accoppiarsi.

## Biologia

### Alimentazione
La martora di Pennant è un predatore generalista. Anche se le sue prede principali sono la lepre scarpa da neve e l'ursone, integra la sua dieta con insetti, noci, bacche e funghi. Essendo una cacciatrice solitaria, la sua scelta di prede è limitata dalle sue dimensioni. L'analisi dei contenuti stomacali e degli escrementi ha segnalato la presenza di uccelli, piccoli mammiferi e perfino cervi - la presenza di resti di questi ultimi indica che probabilmente l'animale non è del tutto estraneo al consumo di carogne. Sebbene lo faccia molto raramente, la martora di Pennant è in grado di uccidere anche animali più grandi di lei, come tacchini selvatici, linci rosse e linci canadesi.
La martora di Pennant è uno dei pochi predatori che cattura frequentemente gli ursoni. La letteratura popolare è piena di racconti in cui questo mustelide ribalta sul dorso il porcospino per «metterne allo scoperto il ventre come fosse un melone maturo». Tuttavia, la veridicità di queste affermazioni era già stata messa in dubbio nel 1966. Le osservazioni hanno infatti dimostrato che le martore sferrano numerosi morsi sul muso dell'ursone e lo uccidono dopo circa 25-30 minuti.

### Riproduzione
La femmina di martora di Pennant inizia a riprodursi a circa un anno di età e il suo ciclo riproduttivo si protrae per quasi un anno intero. L'accoppiamento ha luogo tra la fine di marzo e l'inizio di aprile. L'impianto della blastocisti viene però ritardato di 10 mesi, fino a metà febbraio dell'anno successivo, quando ha inizio la gravidanza vera e propria. Dopo una gestazione di circa 50 giorni, la femmina dà alla luce da uno a quattro piccoli. Sette-dieci giorni dopo il parto la femmina entra nuovamente in estro e il ciclo ricomincia.
La femmina partorisce all'interno della cavità di un albero. Alla nascita i piccoli sono ciechi, del tutto inetti e parzialmente ricoperti da una sottile peluria. Iniziano a sollevarsi in piedi e a muoversi dopo circa 3 settimane, aprono gli occhi dopo circa 7 settimane e iniziano ad arrampicarsi dopo circa 8 settimane. Per le prime 8-10 settimane di vita dipendono completamente dal latte materno, dopodiché iniziano a passare a una dieta solida. Dopo 4 mesi, i piccoli iniziano a tollerare sempre meno la vicinanza dei fratelli e, a 5 mesi, la madre li allontana. Iniziano allora a disperdersi, ma quando avranno raggiunto un anno di età si saranno già stabiliti in un proprio territorio.

### Struttura sociale
La martora di Pennant è un animale generalmente crepuscolare, attivo soprattutto all'alba e al tramonto. Rimane attiva per tutto l'anno e conduce un'esistenza solitaria, associandosi ai suoi simili solamente per accoppiarsi. I maschi diventano più attivi durante la stagione degli amori. Le femmine sono meno attive durante la gravidanza e aumentano gradualmente il periodo di attività dopo la nascita dei piccoli.
Il territorio di caccia di una martora di Pennant varia da 6,6 km² in estate a 14,1 km² in inverno. Tuttavia, a seconda della qualità dell'habitat, il territorio invernale può raggiungere anche un'estensione di 20,0 km². I territori dei maschi si sovrappongono a quelli di più femmine, sia perché essi ricoprono una posizione di dominanza nei confronti delle seconde, sia perché, così facendo, possono incrementare maggiormente il proprio successo riproduttivo.

### Parassiti
Tra i parassiti della martora di Pennant ricordiamo Baylisascaris devosi, Taenia sibirica, il nematode Physaloptera spp., Alaria mustelae, il trematode Metorchis conjunctus, il nematode Trichinella spiralis e Molineus spp.

## Distribuzione e habitat

### Habitat

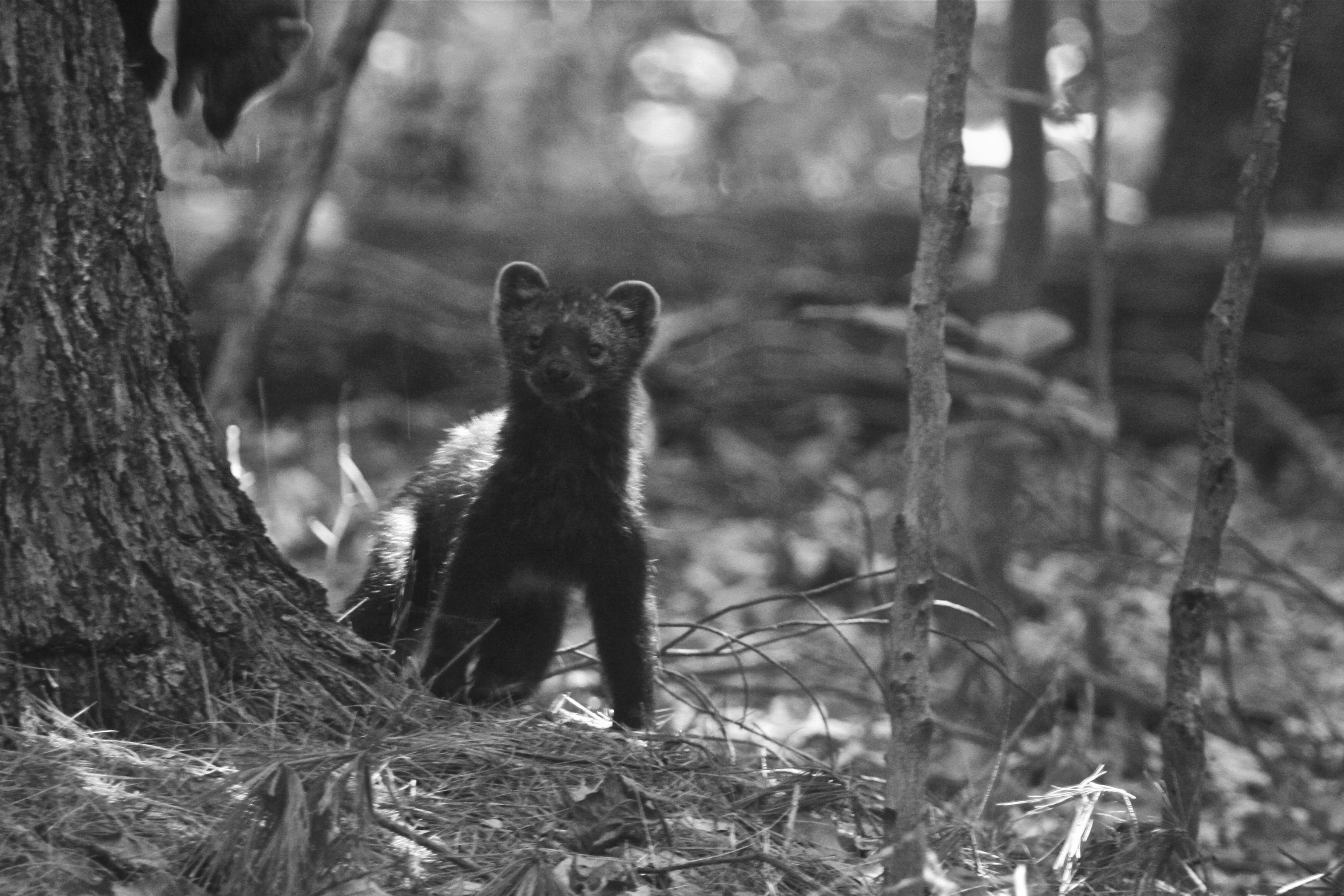
Una martora di Pennant nei boschi vicino a Ipswich (Massachusetts).

Sebbene le martore di Pennant siano delle esperte arrampicatrici, trascorrono la maggior parte del tempo sul suolo della foresta e preferiscono i tratti di foresta continua ad altri tipi di habitat. Vivono nelle distese di conifere tipiche della zona boreale, ma sono comuni anche nelle foreste miste. Prediligono le zone con copertura arborea continua, dove la copertura è superiore all'80%, ed evitano le zone dove essa è inferiore al 50%. È più facile incontrarle nelle zone ricoperte da foresta primaria. Dal momento che le femmine hanno bisogno di alberi moderatamente grandi per poter dare un rifugio ai piccoli, le foreste che sono state troppo sfruttate e presentano vaste zone di crescita secondaria sembrano non essere adatte alle loro esigenze.
Le martore di Pennant sono anche selettive per quanto riguarda il pavimento della foresta, che deve essere ricoperto da una grande quantità di sostanza legnosa marcescente. Nelle foreste occidentali, dove gli incendi rimuovono regolarmente i detriti del sottobosco, mostrano una netta preferenza per gli habitat boschivi della zona ripariale. Le martore tendono ed evitare le zone dove la copertura di neve è troppo alta. La scelta dell'habitat è correlata anche al grado di compattazione della neve caduta e al contenuto di umidità.

### Distribuzione

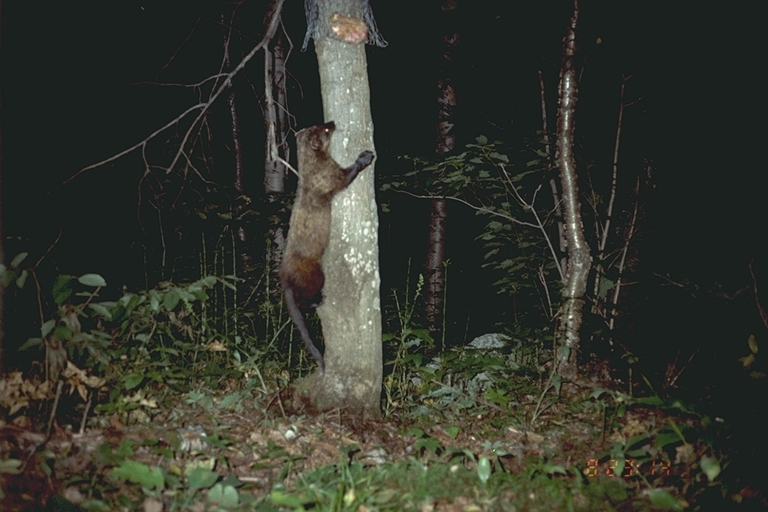
Una martora su un albero di notte.

Le martore di Pennant sono diffuse in tutte le foreste boreali del Nordamerica. Il loro areale si estende dalla Nuova Scozia a est alla costa pacifica della Columbia Britannica e dell'Alaska a ovest; dal Grande Lago degli Schiavi nei Territori del Nord-Ovest a nord alle montagne dell'Oregon a sud. Popolazioni isolate sono presenti nella Sierra Nevada della California, in tutto il New England e negli Appalachi di Pennsylvania, Maryland, Virginia Occidentale e Virginia.
Tra la fine del XIX secolo e gli inizi del XX, le martore di Pennant scomparvero praticamente dalle regioni meridionali e orientali del loro areale, compresa la maggior parte degli stati americani e il Canada orientale, Nuova Scozia compresa. Cause di tale declino furono la caccia incontrollata e la distruzione dell'habitat forestale.
La maggior parte degli stati iniziò ad applicare restrizioni alla caccia alla martora a partire dagli anni '30, periodo coincidente con la fine del boom dello sfruttamento forestale. La ricrescita delle foreste nei terreni agricoli abbandonati e il miglioramento delle pratiche della gestione forestale portarono ad un incremento delle zone di habitat disponibile e consentirono alle popolazioni rimaste di riprendersi. Da allora le popolazioni sono nuovamente numerose, tanto che la specie non è più da considerarsi in pericolo. L'aumento della copertura forestale nelle regioni orientali del Nordamerica è tale che le popolazioni di martore di Pennant qui presenti rimarranno sufficientemente solide per il prossimo futuro. Tra il 1955 e il 1985, alcuni stati avevano già nuovamente consentito un numero limitato di catture. Nelle aree in cui le martore erano state eliminate, le popolazioni di ursoni erano conseguentemente aumentate, provocando gravi danni alle silvicolture. In questi casi, si è provveduto a reintrodurre in questi siti esemplari adulti di martora provenienti da altre zone. Una volta ristabilite le popolazioni di mustelidi, il numero degli ursoni è tornato a livelli naturali. Nello stato di Washington furono segnalati avvistamenti di martore negli anni '80, ma un'indagine approfondita effettuata negli anni '90 non riuscì a trovare prove della presenza della specie.
Attualmente popolazioni sparse di martora di Pennant sono presenti nella zona nord-occidentale della regione del Pacifico. Nel 1961, esemplari provenienti dalla Columbia Britannica e dal Minnesota furono reintrodotti nel settore meridionale della Catena delle Cascate vicino a Klamath Falls e sui monti Wallowa vicino a La Grande. Tra il 1977 e il 1980, altre martore furono introdotte nella regione intorno al Crater Lake. A partire dal gennaio 2008, hanno avuto inizio le reintroduzioni anche nello stato di Washington. Le prime (90 esemplari) sono state effettuate nella penisola Olimpica e le altre nel settore meridionale della Catena delle Cascate. Gli animali reintrodotti sono stati monitorati attraverso radiocollari e telecamere remote e hanno iniziato a riprodursi. Dal 2008 al 2011, circa 40 martore di Pennant sono state reintrodotte nel settore settentrionale della Sierra Nevada vicino a Stirling City, andando a rafforzare le popolazioni già presenti nel parco nazionale di Yosemite e lungo il confine settentrionale della California tra le catene costiere del Pacifico e i monti Klamath. Le martore di Pennant sono una specie protetta in Oregon, stato di Washington e Wyoming. In Idaho e California ne è concessa la cattura in un limitato periodo dell'anno, ma non è fornita loro alcuna protezione specifica; tuttavia, in California, all'animale è stato concesso lo status di specie minacciata ai sensi dell'Endangered Species Act. Nel giugno 2011, lo U.S. Fish and Wildlife Service ha raccomandato di rimuovere la martora di Pennant dalla lista degli animali minacciati in Idaho, Montana e Wyoming.
Studi recenti, così come prove aneddotiche, indicano che le martore di Pennant hanno iniziato a comparire nei cortili di periferia, nelle fattorie e nelle aree periurbane di diversi stati degli USA e del Canada orientale, anche in zone molto più a sud del loro areale abituale, nel nord del Massachusetts, nello stato di New York, nel Connecticut, nel Minnesota e nell'Iowa e perfino nelle zone rurali del New Jersey. Essendo praticamente scomparse dopo la costruzione del canale del capo Cod nei primi anni del XX secolo, alcuni rapporti hanno dimostrato che varie popolazioni si sono ristabilite a capo Cod, anche se le popolazioni qui presenti sono probabilmente più piccole di quelle stanziate nella parte occidentale del New England.

## Rapporti con l'uomo
La martora di Pennant e l'uomo sono in contatto da moltissimo tempo, ma nella maggior parte dei casi tali contatti sono andati a discapito della prima. Le aggressioni non provocate agli esseri umani sono estremamente rare, ma le martore tendono ad attaccare se si sentono minacciate o messe all'angolo. In un caso, un esemplare è stato accusato dell'aggressione ad un bambino di 6 anni. In un altro caso, si ritiene che un esemplare abbia attaccato un ragazzino di 12 anni.

### Commercio delle pelli e conservazione

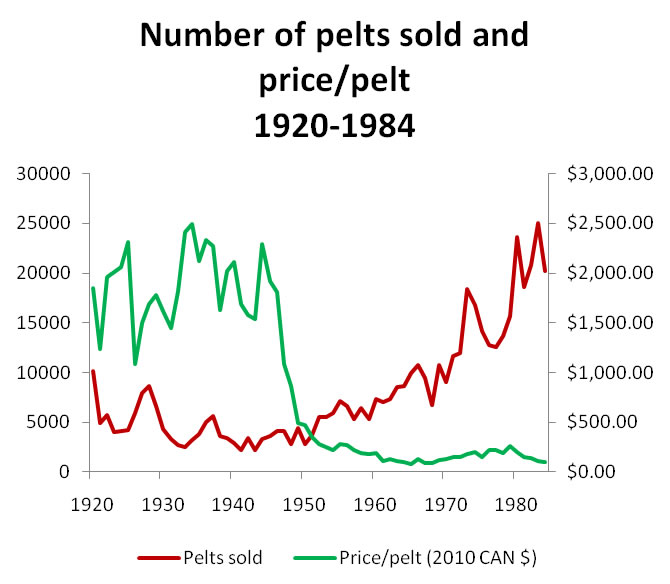
Pelli vendute nel 1920-1984.

Le martore di Pennant vengono cacciate dal XVIII secolo. Erano molto apprezzate dai cacciatori per il valore della loro pelliccia, che veniva usata per fabbricare sciarpe e colletti. Le pelli migliori appartengono agli esemplari catturati in inverno, mentre quelle degli esemplari uccisi in primavera sono di seconda qualità. Pellicce di qualità inferiore sono invece quelle che provengono dalle catture fuori stagione, quando le martore di Pennant fanno la muta. Catturare un esemplare è molto facile, e il valore della pelliccia costituiva un incentivo particolare a questa pratica.
Il prezzo delle pelli è variato considerevolmente nel corso degli ultimi 100 anni. Esso raggiunse il picco negli anni '20 e '30, quando il prezzo medio di una pelle si aggirava sui 100 dollari. Nel 1936 le pelli venivano messe in vendita a New York a 450-750 dollari ciascuna. Il prezzo diminuì per tutti gli anni '60, ma subì un rialzo alla fine degli anni '70. Nel 1979 la Compagnia della Baia di Hudson pagò ben 410 dollari per la pelle di una femmina. Nel 1999, in Canada, furono vendute complessivamente 16.638 pelli ad un prezzo medio di 27 dollari canadesi per un valore totale di 449.307 dollari.
Tra il 1900 e il 1940 le martore di Pennant rischiarono di scomparire completamente dalla parte meridionale del loro areale a causa delle catture e delle alterazioni apportate al loro habitat. Nel New England, assieme alla maggior parte degli altri animali da pelliccia, furono quasi sterminate a causa delle catture non regolamentate. Dopo il 1930 esse scomparvero completamente da molti stati settentrionali degli USA, ma continuarono ad essere ancora abbastanza numerose in Canada, dove venivano catturati più di 3000 esemplari all'anno. Una protezione limitata alla specie era già stata garantita all'inizio del XX secolo, ma ai pochi esemplari rimasti venne accordata una protezione totale solamente nel 1934. La chiusura delle stagioni di caccia, il recupero dell'habitat e i programmi di reintroduzione hanno consentito alle martore di riappropriarsi di gran parte del loro areale originario.
Non appena la popolazione complessiva si era sufficientemente ripresa, gli Stati Uniti riaprirono nuovamente la caccia nel 1962. Durante i primi anni '70 il valore delle pelli salì alle stelle, provocando un altro crollo della popolazione nel 1976. Dopo alcuni anni di stagioni chiuse, la caccia alla martora di Pennant riaprì nel 1979 per un periodo limitato e un numero di prelievi ristretto. Da allora la popolazione è costantemente aumentata e anche il numero di animali catturati ogni anno è sempre crescente, nonostante il valore delle pelli sia molto più basso che in passato.

### La martora di Pennant in cattività

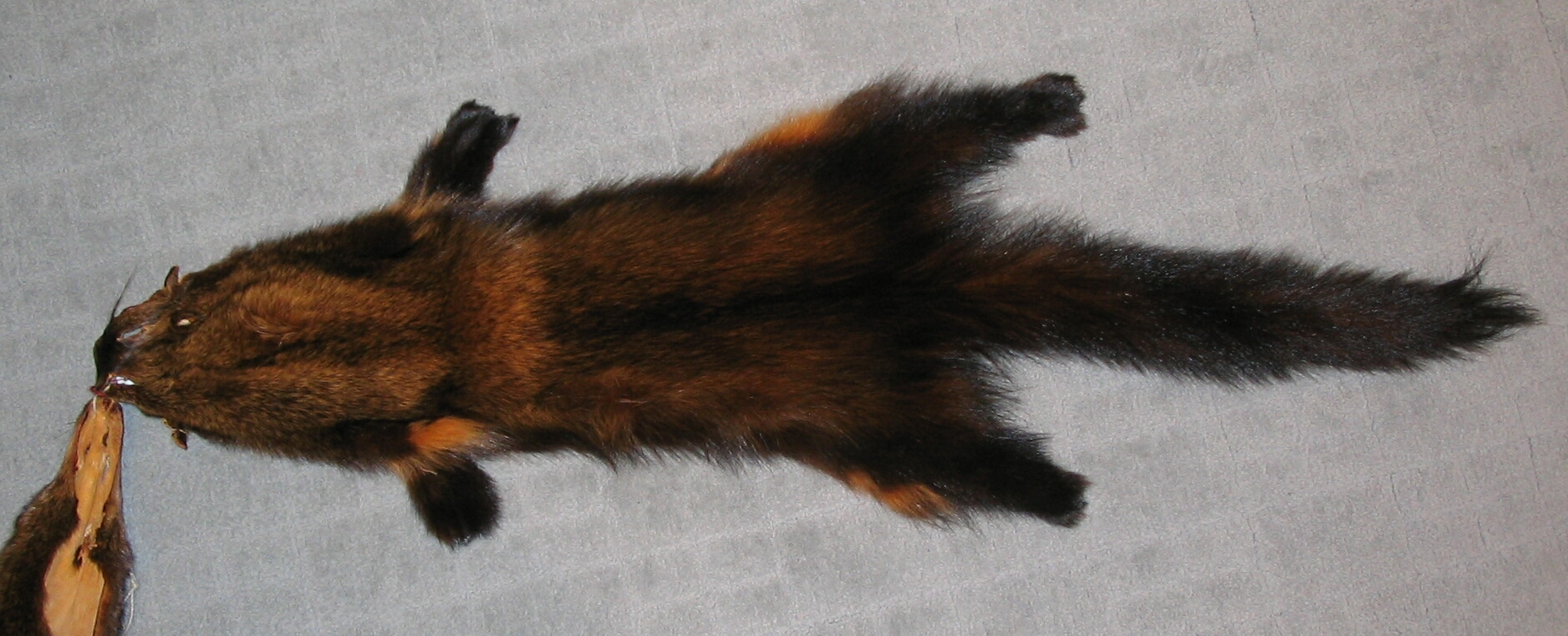
Una pelliccia essiccata.

Numerose martore di Pennant sono state catturate vive anche per alimentare gli allevamenti di animali da pelliccia, gli zoo e i centri di ricerca. Nel periodo 1920-1946 il prezzo di una pelle si aggirava intorno ai 137 dollari. Dal momento che le pelli erano particolarmente preziose, furono fatti tentativi per cercare di allevare questa specie in cattività. L'allevamento di animali da pelliccia aveva avuto successo con altre specie come il visone e l'ermellino, quindi si pensava che le stesse tecniche fossero applicabili anche alle martore di Pennant. Tuttavia, gli allevatori hanno riscontrato notevoli difficoltà a causa dell'insolito ciclo riproduttivo di questa specie. In linea di massima, all'epoca non si aveva conoscenza dell'impianto ritardato nella martora di Pennant. Gli allevatori notavano che le femmine si accoppiavano in primavera, ma non partorivano. A causa del calo dei prezzi delle pelli, la maggior parte delle fattorie di martore di Pennant chiuse a partire dalla fine degli anni '40.
Le martore di Pennant vengono ospitate anche negli zoo, dove si riproducono, ma non sono una specie molto frequente nei giardini zoologici, in quanto tendono a rimanere tutto il giorno ben nascoste dagli occhi dei visitatori. Alcuni zoo hanno riscontrato una certa difficoltà nel mantenere in vita queste creature, sensibili a molte malattie una volta in cattività. Eppure, in alcuni casi, un esemplare è vissuto in cattività fino all'età di 10 anni ed un altro era ancora in vita all'età di 14, ben oltre l'aspettativa di vita in natura di soli 7 anni.
Nel 1974 R. A. Powell allevò due piccoli di martora di Pennant con lo scopo di eseguire ricerche scientifiche. L'interesse principale delle sue ricerche era quello di cercare di misurare l'attività di questi animali in modo da determinare di quanto cibo avessero bisogno per sopravvivere. Per fare questo fece effettuare loro una serie di esercizi su un tapis roulant che simulavano le normali attività che questi animali compiono in natura. Confrontò quindi l'attività effettuata con il loro consumo di cibo e utilizzò i dati raccolti per stimare il fabbisogno alimentare giornaliero. La ricerca si protrasse per due anni. Dopo un anno, una delle martore morì per cause sconosciute. L'esemplare sopravvissuto venne invece rilasciato nelle foreste della penisola superiore del Michigan.

### Interazioni con gli animali domestici

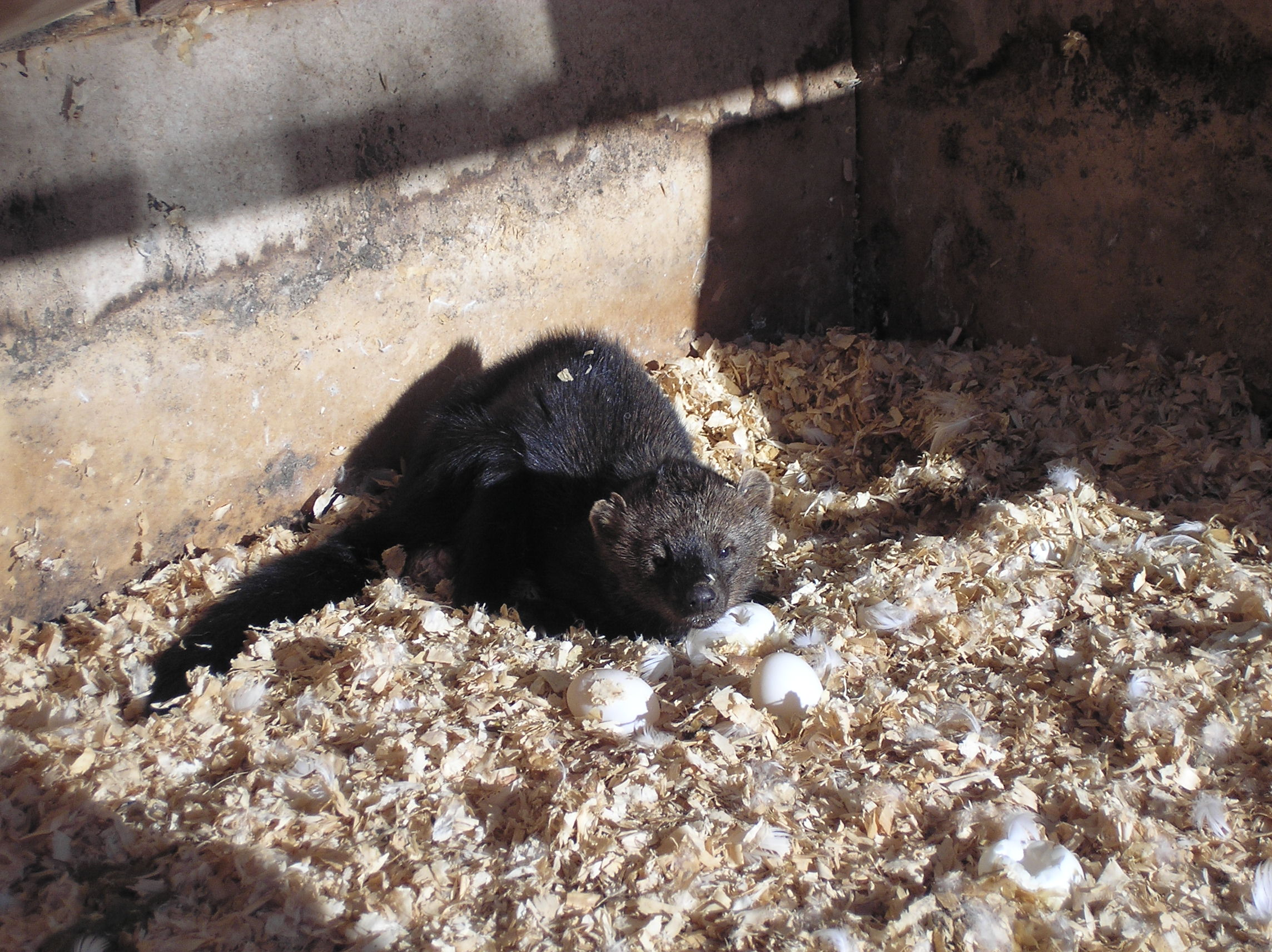
Razzia nella gabbia di un'anatra.

In alcune zone le martore di Pennant possono diventare dannose per gli allevatori quando compiono incursioni nei pollai. Sono stati segnalati anche casi di predazione ai danni di gatti e di cani di piccola taglia; ma in linea di massima le prove suggeriscono che questi attacchi sono rari. Nel corso di uno studio realizzato nel 1979 vennero esaminati i contenuti stomacali di tutti gli esemplari catturati nello stato del New Hampshire: peli di gatto furono ritrovati in uno solo degli oltre 1000 stomaci esaminati. Più recentemente, durante l'analisi di 24 deiezioni e 226 contenuti stomacali nel corso di uno studio effettuato nelle regioni suburbane dello stato di New York e del Massachusetts, non sono stati trovati resti di nessun gatto. Nonostante la credenza popolare sostenga il contrario, gli zoologi ritengono che gran parte degli attacchi ai danni di gatti domestici e polli sia da imputare alle linci rosse o ai coyote.

### Avvelenamento da pesticidi

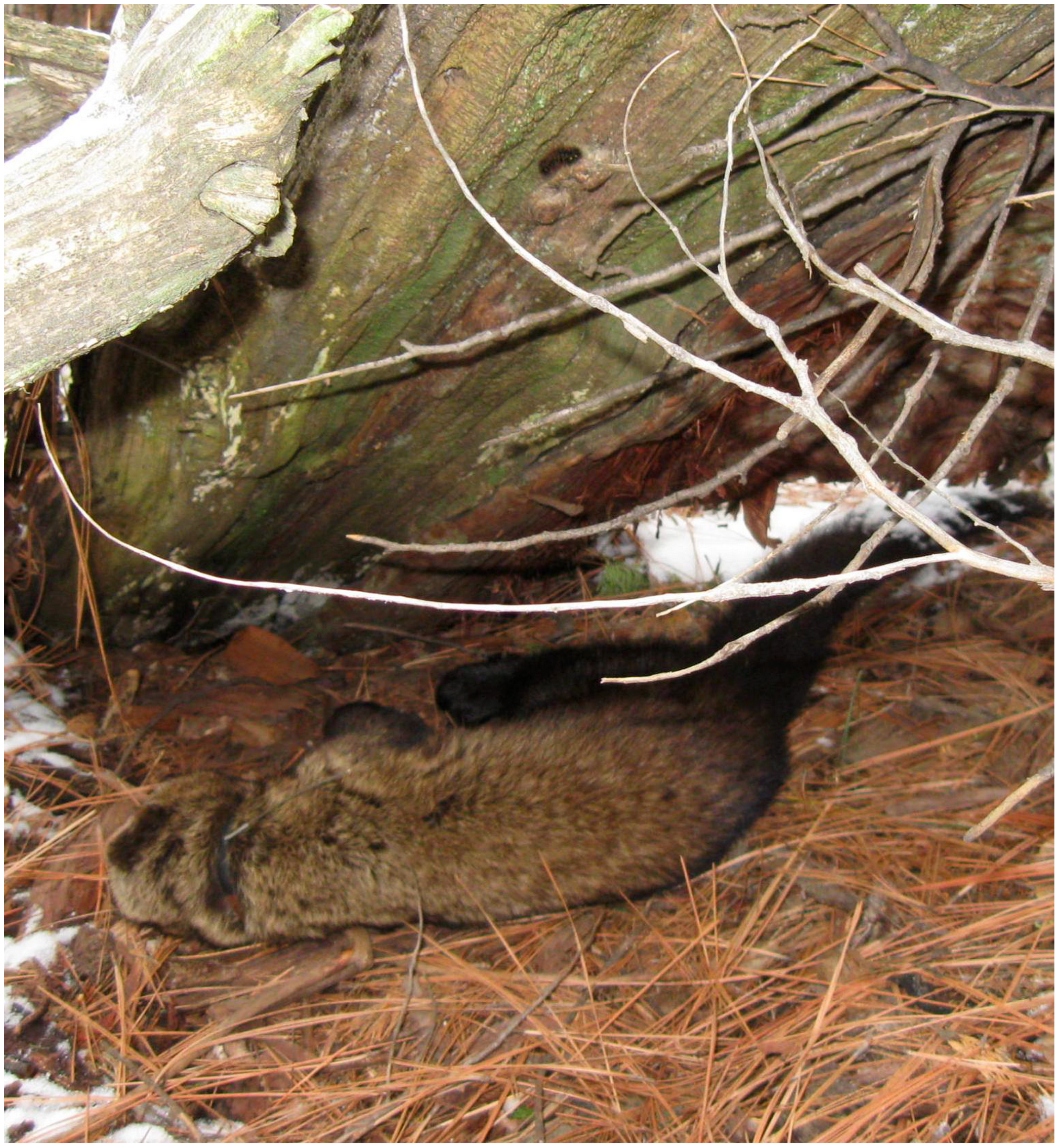
Un maschio ucciso dal rodenticida anticoagulante in una coltivazione di marijuana sui monti della Sierra Nevada meridionale.

Uno studio condotto nel 2012 dall'Integral Ecology Research Center, dalla UC Davis, dallo U.S. Forest Service e dalla tribù degli Hupa ha dimostrato che le martore di Pennant della California sono esposte, e in alcuni casi soccombono, ai rodenticidi anticoagulanti utilizzati nelle coltivazioni di marijuana. Secondo questo studio, il 79% delle martore esaminate era stato esposto in media a 1,61 rodenticidi anticoagulanti differenti e la morte di quattro esemplari era stata direttamente attribuita a queste sostanze tossiche. Uno studio di follow-up del 2015 effettuato a partire da questi dati ha determinato che la tendenza dell'esposizione a queste sostanze e della mortalità dovuta ad esse era aumentata dell'85%, che le martore di Pennant della California erano ora esposte a una media di 1,73 rodenticidi anticoagulanti diversi e che altre 9 martore erano morte, portando quindi a 13 il numero di decessi per avvelenamento. L'estensione delle coltivazioni di marijuana all'interno degli home ranges delle martore è stata analizzata in uno studio del 2013 incentrato sulla sopravvivenza della martora e sugli impatti della coltivazione di marijuana all'interno della Sierra National Forest. Nell'home range di ciascun esemplare di martora vi erano in media 5,3 coltivazioni individuali; nell'home range di un esemplare ve ne erano addirittura 16.

### Letteratura
Una delle prime menzioni della martora di Pennant in letteratura si trova nell'Audubon Book of True Nature Stories, nel quale Robert Snyder racconta delle tre volte in cui avvistò delle martore nei boschi degli Adirondack dello stato di New York, compresa quella in cui vide un esemplare attaccare un ursone.
In Winter of the Fisher, Cameron Langford parla dell'incontro immaginario tra una martora di Pennant e un anziano eremita che vive nella foresta. L'eremita libera la martora da una trappola e se ne prende cura fino a quando non ritorna in salute. La martora tollera le attenzioni del vecchio, ma essendo una creatura selvatica se ne ritorna nella foresta quando ne ha abbastanza. Langford utilizza le informazioni conosciute sull'ecologia e le abitudini della martora per tessere una storia di sopravvivenza e di tolleranza nei boschi settentrionali del Canada.
Le martore di Pennant vengono citate in diversi altri libri, tra cui The Blood Jaguar (dove uno di questi animali svolge la funzione di sciamano), Ereth's Birthday (dove l'animale figura come cacciatore di porcospini) e The Sign of the Beaver, dove i protagonisti pensano di averne catturata una in una trappola.